# Uvaria oligocarpa
Uvaria oligocarpa este o specie de plante angiosperme din genul Uvaria, familia Annonaceae. A fost descrisă pentru prima dată de Friedrich Ludwig Diels, și a primit numele actual de la L. L. Zhou, Y. C. F. Su och R. M. K. Saunder. Conform Catalogue of Life specia Uvaria oligocarpa nu are subspecii cunoscute.